# Roadrunner United
Roadrunner United – projekt heavymetalowej wytwórni Roadrunner Records zorganizowany dla uczczenia jej 25-lecia. Jego zwieńczeniem był album wydany 11 października 2005 o tytule The All-Star Sessions. Czterech "kapitanów" wraz z 57 muzykami z 45 zespołów, które nagrywają lub nagrywały dla Roadrunnera, nagrało 18 utworów na wspólną płytę.
"Kapitanowie zespołów"
- Joey Jordison (Slipknot, Murderdolls, Ministry)
- Matt Heafy (Trivium)
- Dino Cazares (wówczas Asesino, Divine Heresy, wcześniej w Brujeria, i Fear Factory)
- Robb Flynn (Machine Head, wcześniej w Vio-lence i Forbidden)

Ten bezprecedensowy projekt był pomysłem Marka Palmera i Monte Connera, natomiast koordynatorką całego projektu była Lora Richardson. Efektem The All-Star Sessions był jeden singel ("The End"). W wydawnictwie oprócz płyty CD pojawiła się także płyta DVD z materiałem dokumentującym powstawanie utworów.

## Lista utworów
Opracowano na podstawie materiału źródłowego.
| 1. The Dagger – 5:31 - Howard Jones - śpiew - Robb Flynn - gitara rytmiczna, śpiew - Jordan Whelan - gitara rytmiczna - Jeff Waters - solówka gitarowa - Christian Olde Wolbers - gitara basowa - Andols Herrick - perkusja 2. The Enemy – 4:44 - Mark Hunter - śpiew - Dino Cazares - gitara rytmiczna - Andreas Kisser - solo/gitara akustyczna - Paul Gray - gitara basowa - Roy Mayorga - perkusja 3. Annihilation by the Hands of God – 5:33 - Glen Benton - śpiew - Matt DeVries - gitara rytmiczna - Rob Barrett - gitara rytmiczna - James Murphy - gitara prowadząca - Steve DiGiorgio - gitara basowa - Joey Jordison - perkusja 4. In the Fire – 4:07 - King Diamond - śpiew - Matt Heafy – gitara prowadząca/rytmiczna/akustyczna - Corey Beaulieu - gitara rytmiczna/prowadząca - Mike D'Antonio - gitara basowa - Dave Chavarri - perkusja 5. The End (wydany jako singel) – 3:35 - Matt Heafy - śpiew/solo - Dino Cazares - gitara rytmiczna - Logan Mader - melodyczne harmonie gitarowe - Rhys Fulber - keyboard/programowanie - Nadja Peulen - gitara basowa - Roy Mayorga - perkusja 6. Tired 'N Lonely – 3:37 - Keith Caputo - śpiew/keyboard - Matt Baumbach - gitara rytmiczna - Tommy Niemeyer - gitara rytmiczna - Acey Slade - gitara rytmiczna - James Root - solo/gitara harmoniczna - Joey Jordison - perkusja/gitara basowa 7. Independent (Voice of the Voiceless) – 4:51 - Max Cavalera - śpiew - Robb Flynn - gitara/3-częściowe harmonie gitarowe/keyboard - Jordan Whelan - gitara rytmiczna - Jeff Waters - solo - Christian Olde Wolbers - gitara basowa - Andols Herrick - perkusja 8. Dawn of a Golden Age – 4:09 - Dani Filth - śpiew - Matt Heafy - gitara rytmiczna/ prowadząca - Justin Hagberg - gitara rytmiczna - Sean Malone - gitara basowa - Mike Smith - perkusja 9. The Rich Man – 6:49 - Corey Taylor - śpiew - Robb Flynn - gitara rytmiczna, keyboard - Jordan Whelan - gitara rytmiczna - Christian Olde Wolbers - gitara basowa - Andols Herrick - perkusja | 10. No Way Out – 3:27 - Daryl Palumbo - śpiew - Matt Baumbach - gitara prowadząca/rytmiczna - Junkie XL - programowanie - Joey Jordison - perkusja/gitara basowa 11. Baptized in the Redemption – 3:19 - Dez Fafara - śpiew - Dino Cazares - gitara rytmiczna - Andreas Kisser - gitara prowadząca - Paul Gray - gitara basowa - Roy Mayorga - perkusja 12. Roads – 2:24 - Mikael Åkerfeldt - śpiew - Josh Silver - klawisze/śpiew towarzyszący 13. Blood & Flames – 5:38 - Jesse Leach - śpiew - Matt Heafy - gitara prowadząca/rytmiczna/akustyczna/śpiew - Josh Rand - gitara rytmiczna - Mike D'Antonio - gitara basowa - Johnny Kelly - perkusja 14. Constitution Down – 5:04 - Kyle Thomas - śpiew - Matt DeVries - gitara rytmiczna - Rob Barrett - gitara rytmiczna/gitara prowadząca - James Murphy - gitara prowadząca - Andy La Rocque - gitara prowadząca - Steve DiGiorgio - gitara basowa - Joey Jordison - perkusja 15. I Don't Wanna Be (A Superhero) – 2:02 - Michale Graves - śpiew - Matt Heafy - gitara prowadząca/rytmiczna - Justin Hagberg - gitara rytmiczna - Mike D'Antonio - gitara basowa - Dave Chavarri - perkusja 16. Army of the Sun – 3:48 - Tim Williams - śpiew - Robb Flynn - gitara rytmiczna - Jordan Whelan - gitara rytmiczna - Joey Jordison - perkusja/gitara basowa 17. No Mas Control – 3:01 - Cristian Machado - śpiew - Dino Cazares - gitara rytmiczna - Souren "Mike" Sarkisyan - gitara - Andreas Kisser - gitara harmoniczna - Marcelo Dias - bas - Dave McClain - perkusja 18. Enemy of the State – 5:08 - Peter Steele - śpiew/keyboard - Steve Holt - gitara rytmiczna/akustyczna/gitara dobro - Josh Silver - keyboard /sample - Dave Pybus - gitara basowa - Joey Jordison - perkusja |

## Listy sprzedaży
| Lista                | Kraj            | Pozycja |
| -------------------- | --------------- | ------- |
| ARIA Charts          | Australia       | 46      |
| MegaCharts           | Holandia        | 92      |
| Media Control Charts | Niemcy          | 67      |
| SNEP                 | Francja         | 114     |
| Oricon               | Japonia         | 89      |
| UK Albums Chart      | Wielka Brytania | 45      |
| FIMI                 | Włochy          | 82      |